# Prairies et savanes inondées
Pour les articles homonymes, voir Savane (homonymie) et Prairie.
Localisation
Les prairies et savanes inondées sont un biome terrestre du système biogéographique de la WWF, composé de vastes étendues de plaines inondées. Ces zones abritent de nombreuses plantes et animaux adaptés aux régimes hydrologiques et aux conditions du sol uniques. De grandes congrégations d'oiseaux d'eau migrateurs et sédentaires peuvent être trouvées dans ces régions. Cependant, l'importance relative de ces types d'habitats pour ces oiseaux ainsi que des taxons plus vagiles varie généralement en fonction de la disponibilité de l'eau et de la productivité annuelle et saisonnière entre les complexes de zones humides plus petites et plus grandes dans une région.Généralement localisés aux latitudes tropicales et subtropicales, là où les inondations responsables de la création de zones humides sont très fréquentes, ce biome se trouve sur quatre continents.

Ensemble des plaines et savanes inondées dans le monde.

Ce biome se caractérise par :
- une humidité très élevée ;
- un climat chaud ;

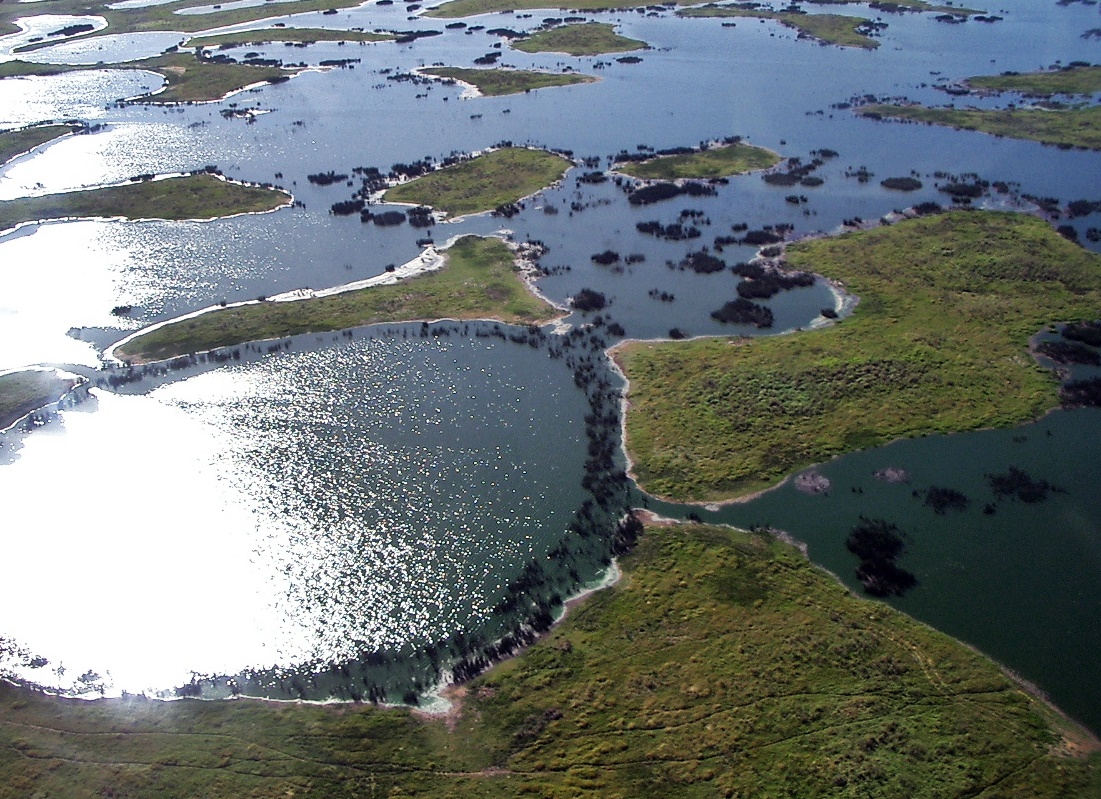
Le Pantanal, en Amérique du Sud central.

- Ensemble des plaines et savanes inondées dans le monde.des sols très riches en nutriments.

## Prairies et savanes inondées notables

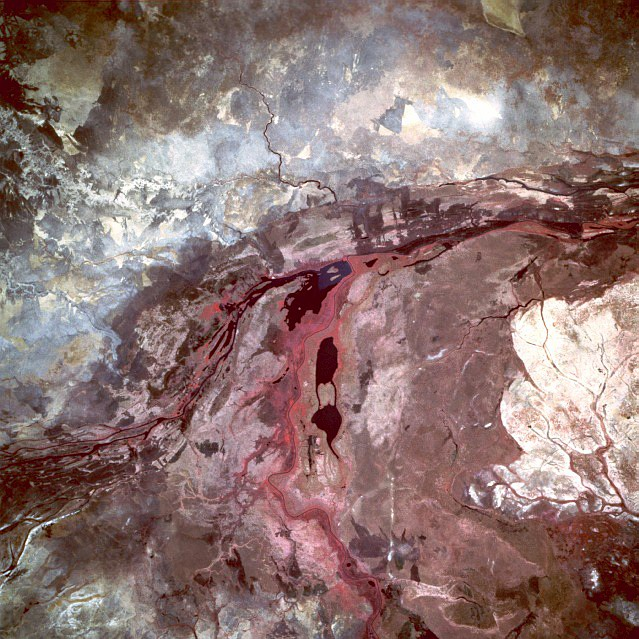
Photographie satellite d'une savanes inondée au Soudan du sud.

Certaines savanes et prairies inondées exceptionnelles au niveau mondial se trouvent dans les Everglades, le Pantanal , la savane inondée du lac Tchad, les prairies inondées du Zambèze et le Sudd.
Les Everglades (parc national américain situé au sud de la Floride) sont la plus grande prairie inondée alimentée par la pluie au monde sur un substrat calcaire avec une superficie de 20 000 km². Ils abritent environ 11 000 espèces de plantes à graines, 25 variétés d'orchidées, 300 espèces d'oiseaux et 150 espèces de poissons.
Le Pantanal, avec une superficie de 187 818 km², est la plus grande prairie inondée de la planète, abritant plus de 260 espèces de poissons, 700 oiseaux, 90 mammifères, 160 reptiles, 45 amphibiens, 1 000 papillons et 1 600 espèces de plantes.
Les savanes et les prairies inondées sont généralement les plus grands complexes de chaque région.

## Liste de savanes inondées
| Écozone afrotropicale                                 | Écozone afrotropicale                                                                      |
| ----------------------------------------------------- | ------------------------------------------------------------------------------------------ |
| Prairies inondables sahariennes                       | (Soudan, Soudan du Sud)                                                                    |
| Prairies inondables zambéziennes                      | (Angola, Botswana, République démocratique du Congo, Malawi, Mozambique, Tanzanie, Zambie) |
| Prairies inondables zambéziennes côtières             | (Mozambique)                                                                               |
| Savanes inondables du delta intérieur du Niger        | (Mali)                                                                                     |
| Savanes inondables du lac Tchad                       | (Cameroun, Tchad, Nigeria)                                                                 |
| Zone halophytique d'Afrique orientale                 | (Kenya, Tanzanie)                                                                          |
| Zone halophytique du Pan d'Etosha                     | (Namibie)                                                                                  |
| Zone halophytique zambézienne                         | (Botswana)                                                                                 |
| Écozone indomalaise                                   |                                                                                            |
| Rann de Kutch                                         | Inde, Pakistan                                                                             |
| Écozone néotropique                                   |                                                                                            |
| Everglades                                            | (États-Unis)                                                                               |
| Pantanal                                              | (Bolivie, Brésil, Paraguay)                                                                |
| Prairies inondables du Guayaquil                      | (Équateur)                                                                                 |
| Savane inondable du Paraná                            | (Argentine)                                                                                |
| Savane mésopotamienne du cône sud                     | (Argentine)                                                                                |
| Zones humides cubaines                                | (Cuba)                                                                                     |
| Zones humides de l'Enriquillo                         | (République dominicaine, Haïti)                                                            |
| Zones humides de l'Orénoque                           | (Venezuela)                                                                                |
| Zones humides du Mexique central                      | (Mexique)                                                                                  |
| Écozone paléarctique                                  |                                                                                            |
| Halophytes sahariennes                                | Algérie, Égypte, Mauritanie, Tunisie, Maroc, Mauritanie                                    |
| Marais salé alluvial du Tigre et de l'Euphrate        | Irak, Iran                                                                                 |
| Prairies de la rivière Nen                            | Chine                                                                                      |
| Pré salé de la mer de Bohai                           | Chine                                                                                      |
| Pré salé de la mer Jaune                              | Chine                                                                                      |
| Prés boisés et pelouses du lac Khanka et de la Suifen | Chine, Russie                                                                              |
| Savane inondable du delta du Nil                      | Égypte                                                                                     |
| Steppe herbacée de l'Amour                            | Chine, Russie                                                                              |